# Kostel svatého Františka z Assisi (Karlova Ves)
Kostel svatého Františka z Assisi je římskokatolický kostel v bratislavské městské části Karlova Ves stojící na Náměstí sv. Františka 4. Patří pod karloveskou farnost minoritů - menších bratří konventuálů. Má kapacitu kolem 250 osob.
Kostel byl posvěcen 9. března 2002 biskupem Janem Sokolem. Nad oltářem je zavěšen kříž sv. Damiána.
Vedle Kostela se nachází klášter minoritů.